# Birra pong
Birra Pong, o in inglese: Beer Pong, conosciuto anche come Beirut, è un gioco di bevute, in cui i giocatori lanciano una pallina da tennistavolo da un lato all'altro di un tavolo con lo scopo di fare centro in un bicchiere di birra che si trova dall'altro lato del tavolo. Può essere giocato sia singolarmente (1 contro 1) o a squadre, con più varianti riguardanti l'ordine di tiro. Non esistono regole ufficiali, ma solitamente vengono usati 6 o 10 bicchieri di birra per ogni squadra.

## Preparazione

### Equipaggiamento
Il necessario per giocare a Beer Pong consiste in: un tavolo discretamente lungo, una pallina da ping pong, dei bicchieri di plastica e tanta birra.

### Giocatori
Il Beer Pong viene solitamente giocato da due squadre di due giocatori, tuttavia può essere giocato da qualunque numero di giocatori. Questi ultimi si posizionano ai lati del tavolo, dietro i propri bicchieri.

### Campo da gioco
Il gioco può essere giocato su qualunque superficie. Solitamente giocato su tavoli da salotto o tavoli da ping pong, molti appassionati creano dei tavoli personalizzati, inoltre, alcune aziende vendono tavoli appositi con segni che indicano la metà campo o le zone in cui non può rimbalzare la pallina.

### Bicchieri
I bicchieri di birra vengono posizionati ai lati più lontani del tavolo, in maniera da formare una forma geometrica. In alcune versioni, viene utilizzato un ulteriore bicchiere contenente dell'acqua, con cui sciacquare la pallina nel caso si sporchi.

### Birra e varianti alcoliche
Qualunque tipo di birra è utilizzabile per questo gioco, anche se solitamente vengono usate birre economiche e a bassa gradazione alcolica. Esistono anche delle versioni del gioco in cui vengono usate delle birre analcoliche, come all'Università statale dello Utah, dove l'alcol è proibito all'interno del campus.
Eventualmente, al posto della birra si può trovare qualsiasi altra bevanda alcolica: vodka, rum, tequila, gin e cocktail.

## Gioco
Le regole del gioco possono variare riguardo a tutti gli elementi del gioco: numero dei giocatori, numero dei bicchieri, distanza dei bicchieri, possibilità di rimbalzo della pallina, ecc.
L'unica regola solitamente comune a tutte le versioni del gioco è che ogni volta che una squadra fa centro in un bicchiere della squadra avversaria, un giocatore di quest'ultima deve bere la birra contenuta nel bicchiere (possono fare eccezione alcune gare, decisamente più goliardiche, dove si decide di "premiare" l'autore del centro con la bevuta del bicchiere avversario da lui colpito, anziché farlo bere all'avversario stesso).
Inoltre, spesso si concede a chi fa centro un tiro aggiuntivo. E chi fa cadere l'ultimo bicchiere ha perso.
La squadra che finisce i bicchieri deve di conseguenza bere anche quelli degli avversari rimasti

### Tecniche di tiro
Ci sono tre tecniche per tirare la pallina verso i bicchieri avversari:
- l'arco: la tecnica più facile e dunque più comune, consiste in un lancio parabolico della pallina;
- la palla veloce o laser: consiste in un lancio dalla traiettoria "retta", è molto usato nelle partite le cui regole permettono l'abbattimento dei bicchieri avversari;
- il tiro di rimbalzo: viene effettuato facendo rimbalzare la pallina sul tavolo prima che arrivi nel bicchiere avversario; alcune versioni permettono il rimbalzo solo prima (o solo dopo) la metà campo.

### Vittoria
Il gioco si conclude con la vittoria della squadra che ha fatto centro in tutti i bicchieri avversari. In presenza di diverse squadre si può procedere a una serie di partite dove ogni team affronta ciascuno degli altri, per poi giocarsi la vittoria in una finale tra le due squadre che hanno vinto di più.